# Tournoi préolympique masculin de water-polo 2020
Cet article traite du tournoi de qualification masculin. Pour le tournoi féminin, voir Tournoi préolympique féminin de water-polo 2020.
Le tournoi prélomypique masculin de water-polo pour les Jeux olympiques d'été de 2020 se tient à Rotterdam, aux Pays-Bas, au sein du Zwemcentrum. Initialement prévu du 22 au 29 mars 2020 , le tournoi subit la pandémie de Covid-19 et est d'abord reprogrammé du 31 mai au 7 juin 2021 puis du 14 au 21 février 2021 à la suite du report des Jeux en 2021. 

## Acteurs du tournoi préolympique

### Équipes qualifiées
| Compétition                | Date               | Lieu              | Places | Qualifiés                                                                 |
| -------------------------- | ------------------ | ----------------- | ------ | ------------------------------------------------------------------------- |
| Pays organisateur          | -                  | -                 | 1      | Pays-Bas                                                                  |
| Jeux panaméricains de 2019 | 4-10 août 2019     | Pérou             | 3      | Canada Brésil Argentine                                                   |
| Championnat d'Europe 2020  | 14-26 janvier 2020 | Budapest, Hongrie | 9      | Monténégro Croatie Grèce Russie Allemagne Géorgie Roumanie Turquie France |
| Total                      |                    |                   | 12     |                                                                           |

## Premier tour

### Groupe A

#### Classement
| Rang | Équipe     | Pts | J | G | N | P | Bp | Bc | Diff |
| ---- | ---------- | --- | - | - | - | - | -- | -- | ---- |
| 1    | Monténégro | 8   | 4 | 4 | 0 | 0 | 55 | 25 | +30  |
| 2    | Grèce      | 6   | 4 | 3 | 0 | 1 | 49 | 32 | +17  |
| 3    | Géorgie    | 4   | 4 | 2 | 0 | 2 | 45 | 41 | +4   |
| 4    | Canada     | 2   | 4 | 1 | 0 | 3 | 35 | 61 | -26  |
| 5    | Brésil     | 0   | 4 | 0 | 0 | 4 | 28 | 53 | -25  |
| 6    | Turquie    | 0   | 0 | 0 | 0 | 0 | 0  | 0  | 0    |

#### Matchs
| 14 février 2021 | Géorgie     | 10 - 11              | Grèce             |                                                                             |                                                                             |
| 13 h 00         | M. Elez (4) | (2-3, 3-5, 5-2, 0-1) | I. Fountoulis (5) | Zwemcentrum, Rotterdam Spectateurs : 0 Arbitrage : Frank Ohme Michiel Zwart | Zwemcentrum, Rotterdam Spectateurs : 0 Arbitrage : Frank Ohme Michiel Zwart |
| 13 h 00         | Rapport     |                      |                   | Zwemcentrum, Rotterdam Spectateurs : 0 Arbitrage : Frank Ohme Michiel Zwart | Zwemcentrum, Rotterdam Spectateurs : 0 Arbitrage : Frank Ohme Michiel Zwart |

| 14 février 2021 | Canada           | 11 - 7               | Brésil      |                                                                                   |                                                                                   |
| 14 h 30         | cinq joueurs (2) | (4-3, 1-1, 3-2, 3-1) | R. Real (2) | Zwemcentrum, Rotterdam Spectateurs : 0 Arbitrage : Sébastien Dervieux Nenad Periš | Zwemcentrum, Rotterdam Spectateurs : 0 Arbitrage : Sébastien Dervieux Nenad Periš |
| 14 h 30         | Rapport          |                      |             | Zwemcentrum, Rotterdam Spectateurs : 0 Arbitrage : Sébastien Dervieux Nenad Periš | Zwemcentrum, Rotterdam Spectateurs : 0 Arbitrage : Sébastien Dervieux Nenad Periš |

| 15 février 2021 | Grèce                               | 15 - 8               | Brésil       |                                                                                    |                                                                                    |
| 16 h 00         | K. Genidounias, A. Vlachopoulos (2) | (5-1, 5-2, 4-2, 1-3) | G. Gomes (3) | Zwemcentrum, Rotterdam Spectateurs : 0 Arbitrage : Adrian Alexandrescu Nenad Periš | Zwemcentrum, Rotterdam Spectateurs : 0 Arbitrage : Adrian Alexandrescu Nenad Periš |
| 16 h 00         | Rapport                             |                      |              | Zwemcentrum, Rotterdam Spectateurs : 0 Arbitrage : Adrian Alexandrescu Nenad Periš | Zwemcentrum, Rotterdam Spectateurs : 0 Arbitrage : Adrian Alexandrescu Nenad Periš |

| 15 février 2021 | Monténégro                 | 21 - 7               | Canada            |                                                                                   |                                                                                   |
| 17 h 30         | A. Ivović, D. Matković (5) | (7-1, 6-3, 4-1, 4-2) | trois joueurs (2) | Zwemcentrum, Rotterdam Spectateurs : 0 Arbitrage : Arkadiy Voevodin Michiel Zwart | Zwemcentrum, Rotterdam Spectateurs : 0 Arbitrage : Arkadiy Voevodin Michiel Zwart |
| 17 h 30         | Rapport                    |                      |                   | Zwemcentrum, Rotterdam Spectateurs : 0 Arbitrage : Arkadiy Voevodin Michiel Zwart | Zwemcentrum, Rotterdam Spectateurs : 0 Arbitrage : Arkadiy Voevodin Michiel Zwart |

| 16 février 2021 | Brésil           | 5 - 15               | Monténégro                 |                                                                           |                                                                           |
| 13 h 00         | G. Guimarães (2) | (1-3, 3-6, 1-2, 0-4) | A. Ivović, M. Petković (3) | Zwemcentrum, Rotterdam Spectateurs : 0 Arbitrage : Frank Ohme Nenad Periš | Zwemcentrum, Rotterdam Spectateurs : 0 Arbitrage : Frank Ohme Nenad Periš |
| 13 h 00         | Rapport          |                      |                            | Zwemcentrum, Rotterdam Spectateurs : 0 Arbitrage : Frank Ohme Nenad Periš | Zwemcentrum, Rotterdam Spectateurs : 0 Arbitrage : Frank Ohme Nenad Periš |

| 16 février 2021 | Canada | 11 - 14              | Géorgie       |                                                                                         |                                                                                         |
| 16 h 00         | G. Patterson (2) | (1-3, 2-3, 4-4, 4-4) | M. Jelaca (4) | Zwemcentrum, Rotterdam Spectateurs : 0 Arbitrage : Adrian Alexandrescu Arkadiy Voevodin | Zwemcentrum, Rotterdam Spectateurs : 0 Arbitrage : Adrian Alexandrescu Arkadiy Voevodin |
| 16 h 00         | [results.microplustiming.com/rotterdam2020/export/EWPC/pdf/WPOMTEAM7-------------GPA-000900--_73A%201.0.pdf Rapport] |                      |               | Zwemcentrum, Rotterdam Spectateurs : 0 Arbitrage : Adrian Alexandrescu Arkadiy Voevodin | Zwemcentrum, Rotterdam Spectateurs : 0 Arbitrage : Adrian Alexandrescu Arkadiy Voevodin |

| 17 février 2021 | Grèce              | 4 - 8                | Monténégro                   |                                                                                 |                                                                                 |
| 16 h 00         | quatre joueurs (1) | (1-4, 1-1, 1-1, 1-2) | D. Brguljan, M. Petković (2) | Zwemcentrum, Rotterdam Spectateurs : 0 Arbitrage : Xevi Buch Sébastien Dervieux | Zwemcentrum, Rotterdam Spectateurs : 0 Arbitrage : Xevi Buch Sébastien Dervieux |
| 16 h 00         | Rapport            |                      |                              | Zwemcentrum, Rotterdam Spectateurs : 0 Arbitrage : Xevi Buch Sébastien Dervieux | Zwemcentrum, Rotterdam Spectateurs : 0 Arbitrage : Xevi Buch Sébastien Dervieux |

| 17 février 2021 | Géorgie | 12 - 8               | Brésil            |                                                                                   |                                                                                   |
| 17 h 30         | M. Elez, N. Shushiashvili (3)                                                                                        | (3-1, 3-1, 2-1, 4-5) | trois joueurs (2) | Zwemcentrum, Rotterdam Spectateurs : 0 Arbitrage : Michael Goldenberg Nenad Periš | Zwemcentrum, Rotterdam Spectateurs : 0 Arbitrage : Michael Goldenberg Nenad Periš |
| 17 h 30         | [results.microplustiming.com/rotterdam2020/export/EWPC/pdf/WPOMTEAM7-------------GPA-001100--_73A%201.0.pdf Rapport] |                      |                   | Zwemcentrum, Rotterdam Spectateurs : 0 Arbitrage : Michael Goldenberg Nenad Periš | Zwemcentrum, Rotterdam Spectateurs : 0 Arbitrage : Michael Goldenberg Nenad Periš |

| 18 février 2021 | Monténégro        | 11 - 9               | Géorgie                           |                                                                              |                                                                              |
| 13 h 00         | trois joueurs (2) | (3-3, 3-1, 1-1, 4-4) | G. Magrakvelidze, B. Vapenski (2) | Zwemcentrum, Rotterdam Spectateurs : 0 Arbitrage : Nenad Periš Michiel Zwart | Zwemcentrum, Rotterdam Spectateurs : 0 Arbitrage : Nenad Periš Michiel Zwart |
| 13 h 00         | Rapport           |                      |                                   | Zwemcentrum, Rotterdam Spectateurs : 0 Arbitrage : Nenad Periš Michiel Zwart | Zwemcentrum, Rotterdam Spectateurs : 0 Arbitrage : Nenad Periš Michiel Zwart |

| 18 février 2021 | Canada | 6 - 19               | Grèce               |                                                                                   |                                                                                   |
| 14 h 30         | N. Constantin-Bicari (2)                                                                                             | (1-6, 1-3, 2-4, 2-6) | S. Argyropoulos (4) | Zwemcentrum, Rotterdam Spectateurs : 0 Arbitrage : Adrian Alexandrescu Frank Ohme | Zwemcentrum, Rotterdam Spectateurs : 0 Arbitrage : Adrian Alexandrescu Frank Ohme |
| 14 h 30         | [results.microplustiming.com/rotterdam2020/export/EWPC/pdf/WPOMTEAM7-------------GPA-001400--_73A%201.0.pdf Rapport] |                      |                     | Zwemcentrum, Rotterdam Spectateurs : 0 Arbitrage : Adrian Alexandrescu Frank Ohme | Zwemcentrum, Rotterdam Spectateurs : 0 Arbitrage : Adrian Alexandrescu Frank Ohme |

## Groupe B

### Classement
| Rang | Équipe    | Pts | J | G | N | P | Bp | Bc | Diff |
| ---- | --------- | --- | - | - | - | - | -- | -- | ---- |
| 1    | Russie    | 9   | 5 | 4 | 1 | 0 | 64 | 49 | +15  |
| 2    | Croatie   | 8   | 5 | 4 | 0 | 1 | 89 | 46 | +43  |
| 3    | France    | 5   | 5 | 2 | 1 | 2 | 62 | 56 | +6   |
| 4    | Pays-Bas  | 5   | 5 | 2 | 1 | 2 | 49 | 65 | -16  |
| 5    | Roumanie  | 3   | 5 | 1 | 1 | 3 | 42 | 57 | -15  |
| 6    | Allemagne | 0   | 5 | 0 | 0 | 5 | 42 | 75 | -33  |

## Phase finale
|  | Quarts de finale     | Quarts de finale     |                      |                      | Demi-finales           | Demi-finales           |    |  | Finale               | Finale               |
|  | Quarts de finale     | Quarts de finale     |                      |                      | Demi-finales           | Demi-finales           |    |  | Finale               | Finale               |
|  |                      |                      |                      |                      |                        |                        |    |  |                      |                      |
|  | 19 février à 14 h 00 | 19 février à 14 h 00 |                      |                      | 20 février à 18 h 00   | 20 février à 18 h 00   |    |  | 19 février à 16 h 00 | 19 février à 16 h 00 |
|  | 19 février à 14 h 00 | 19 février à 14 h 00 |                      |                      | 20 février à 18 h 00   | 20 février à 18 h 00   |    |  | 19 février à 16 h 00 | 19 février à 16 h 00 |
|  | [A1] Monténégro      | 13                   |                      |                      | 20 février à 18 h 00   | 20 février à 18 h 00   |    |  | 19 février à 16 h 00 | 19 février à 16 h 00 |
|  | [A1] Monténégro      | 13                   |                      |                      | 20 février à 18 h 00   | 20 février à 18 h 00   |    |  | 19 février à 16 h 00 | 19 février à 16 h 00 |
|  | [B4] Pays-Bas        | 7                    |                      |                      | 20 février à 18 h 00   | 20 février à 18 h 00   |    |  | 19 février à 16 h 00 | 19 février à 16 h 00 |
|  | [B4] Pays-Bas        | 7                    | Monténégro (pen.)    | 10 (4)               |                        |                        |    |  | 19 février à 16 h 00 | 19 février à 16 h 00 |
|  | 19 février à 18 h 00 |                      | Monténégro (pen.)    | 10 (4)               |                        |                        |    |  | 19 février à 16 h 00 | 19 février à 16 h 00 |
|  |                      | Croatie              | 10 (2)               |                      |                        |                        |    |  | 19 février à 16 h 00 | 19 février à 16 h 00 |
|  | [A3] Géorgie         | Croatie              | 10 (2)               | 6                    |                        |                        |    |  | 19 février à 16 h 00 | 19 février à 16 h 00 |
|  | [A3] Géorgie         |                      |                      | 6                    |                        |                        |    |  | 19 février à 16 h 00 | 19 février à 16 h 00 |
|  | [B2] Croatie         | 15                   |                      |                      |                        |                        |    |  | 19 février à 16 h 00 | 19 février à 16 h 00 |
|  | [B2] Croatie         | 15                   | Monténégro           | 10                   |                        |                        |    |  |                      |                      |
|  | 19 février à 16 h 00 |                      | Monténégro           | 10                   |                        |                        |    |  |                      |                      |
|  |                      | Grèce                | 9                    |                      |                        |                        |    |  |                      |                      |
|  | [A2] Grèce (pen.)    | Grèce                | 9                    | 13 (4)               |                        |                        |    |  |                      |                      |
|  | [A2] Grèce (pen.)    | 20 février à 20 h 00 |                      | 13 (4)               |                        |                        |    |  |                      |                      |
|  | [B3] France          | 13 (1)               |                      |                      |                        |                        |    |  |                      |                      |
|  | [B3] France          | 13 (1)               | Grèce                | 13                   |                        |                        |    |  |                      |                      |
|  | 19 février à 20 h 00 | 19 février à 20 h 00 | Grèce                | 13                   | Match pour la 3e place | Match pour la 3e place |    |  |                      |                      |
|  | 19 février à 20 h 00 | 19 février à 20 h 00 |                      | Russie               | Match pour la 3e place | Match pour la 3e place | 10 |  |                      |                      |
|  | [A4] Canada          | 9                    | 19 février à 14 h 00 | 19 février à 14 h 00 |                        |                        | 10 |  |                      |                      |
|  | [A4] Canada          | 9                    | 19 février à 14 h 00 | 19 février à 14 h 00 |                        |                        |    |  |                      |                      |
|  | [B1] Russie          | 17                   |                      | Croatie (pen.)       | 11 (14)                |                        |    |  |                      |                      |
|  | [B1] Russie          | 17                   |                      | Croatie (pen.)       | 11 (14)                |                        |    |  |                      |                      |
|  |                      |                      |                      |                      |                        |                        |    |  | Russie               | 11 (13)              |
|  |                      |                      |                      |                      |                        |                        |    |  | Russie               | 11 (13)              |

### Quarts de finale

#### Matchs
| 19 février 2021 | Monténégro | 13 - 7               | Pays-Bas |                                                                                        |                                                                                        |
| 14 h 00         |            | (4-0, 3-3, 3-4, 3-0) |          | Zwemcentrum, Rotterdam Spectateurs : 0 Arbitrage : Sébastien Dervieux Arkadiy Voevodin | Zwemcentrum, Rotterdam Spectateurs : 0 Arbitrage : Sébastien Dervieux Arkadiy Voevodin |
| 14 h 00         | Rapport    |                      |          | Zwemcentrum, Rotterdam Spectateurs : 0 Arbitrage : Sébastien Dervieux Arkadiy Voevodin | Zwemcentrum, Rotterdam Spectateurs : 0 Arbitrage : Sébastien Dervieux Arkadiy Voevodin |

| 19 février 2021 | Grèce                                                      | 13 - 13 4 - 1 t. a. b. | France                            |                                                                                   |                                                                                   |
| 16 h 00         |                                                            | (6-4, 1-4, 3-4, 3-1)   |                                   | Zwemcentrum, Rotterdam Spectateurs : 0 Arbitrage : Adrian Alexandrescu Frank Ohme | Zwemcentrum, Rotterdam Spectateurs : 0 Arbitrage : Adrian Alexandrescu Frank Ohme |
| 16 h 00         | Rapport                                                    |                        |                                   | Zwemcentrum, Rotterdam Spectateurs : 0 Arbitrage : Adrian Alexandrescu Frank Ohme | Zwemcentrum, Rotterdam Spectateurs : 0 Arbitrage : Adrian Alexandrescu Frank Ohme |
| 16 h 00         | · Fountoulis · Papanastasíou · Argyropoulos · Vlachopoulos | Tirs au but 4 - 1      | · Canonne · Crousillat · Marzouki | Zwemcentrum, Rotterdam Spectateurs : 0 Arbitrage : Adrian Alexandrescu Frank Ohme | Zwemcentrum, Rotterdam Spectateurs : 0 Arbitrage : Adrian Alexandrescu Frank Ohme |

| 19 février 2021 | Géorgie | 6 - 15               | Croatie |                                                                                |                                                                                |
| 18 h 00         |         | (2-3, 1-6, 1-2, 2-4) |         | Zwemcentrum, Rotterdam Spectateurs : 0 Arbitrage : Boris Margeta Erkan Turkkan | Zwemcentrum, Rotterdam Spectateurs : 0 Arbitrage : Boris Margeta Erkan Turkkan |
| 18 h 00         | Rapport |                      |         | Zwemcentrum, Rotterdam Spectateurs : 0 Arbitrage : Boris Margeta Erkan Turkkan | Zwemcentrum, Rotterdam Spectateurs : 0 Arbitrage : Boris Margeta Erkan Turkkan |

| 19 février 2021 | Canada  | 9 - 17               | Russie |                                                                                     |                                                                                     |
| 20 h 00         |         | (2-5, 3-3, 3-4, 1-5) |        | Zwemcentrum, Rotterdam Spectateurs : 0 Arbitrage : Nikolaos Boudramis Fabio Toffoli | Zwemcentrum, Rotterdam Spectateurs : 0 Arbitrage : Nikolaos Boudramis Fabio Toffoli |
| 20 h 00         | Rapport |                      |        | Zwemcentrum, Rotterdam Spectateurs : 0 Arbitrage : Nikolaos Boudramis Fabio Toffoli | Zwemcentrum, Rotterdam Spectateurs : 0 Arbitrage : Nikolaos Boudramis Fabio Toffoli |

### Demi-finales

#### Matchs
| 20 février 2021 | Monténégro                                          | 10 - 10 4 - 2 t. a. b. | Croatie                           |                                                                                 |                                                                                 |
| 18 h 00         |                                                     | (3-2, 2-3, 3-4, 2-1)   |                                   | Zwemcentrum, Rotterdam Spectateurs : 0 Arbitrage : Xevi Buch Michael Goldenberg | Zwemcentrum, Rotterdam Spectateurs : 0 Arbitrage : Xevi Buch Michael Goldenberg |
| 18 h 00         | Rapport                                             |                        |                                   | Zwemcentrum, Rotterdam Spectateurs : 0 Arbitrage : Xevi Buch Michael Goldenberg | Zwemcentrum, Rotterdam Spectateurs : 0 Arbitrage : Xevi Buch Michael Goldenberg |
| 18 h 00         | · Ivović · Vidović · Petković · Ukropina · Brguljan | Tirs au but 4 - 2      | · Canonne · Crousillat · Marzouki | Zwemcentrum, Rotterdam Spectateurs : 0 Arbitrage : Xevi Buch Michael Goldenberg | Zwemcentrum, Rotterdam Spectateurs : 0 Arbitrage : Xevi Buch Michael Goldenberg |

| 20 février 2021 | Grèce   | 13 - 10              | Russie |                                                                              |                                                                              |
| 20 h 00         |         | (4-3, 2-2, 5-4, 2-1) |        | Zwemcentrum, Rotterdam Spectateurs : 0 Arbitrage : Boris Margeta Dion Willis | Zwemcentrum, Rotterdam Spectateurs : 0 Arbitrage : Boris Margeta Dion Willis |
| 20 h 00         | Rapport |                      |        | Zwemcentrum, Rotterdam Spectateurs : 0 Arbitrage : Boris Margeta Dion Willis | Zwemcentrum, Rotterdam Spectateurs : 0 Arbitrage : Boris Margeta Dion Willis |

### Match pour la troisième place
| 21 février 2021 | Croatie | 11 - 11 14 - 13 t. a. b. | Russie |                                                                                      |                                                                                      |
| 14 h 00         | | (4-3, 2-4, 3-1, 2-3)     | | Zwemcentrum, Rotterdam Spectateurs : 0 Arbitrage : Adrian Alexandrescu Michiel Zwart | Zwemcentrum, Rotterdam Spectateurs : 0 Arbitrage : Adrian Alexandrescu Michiel Zwart |
| 14 h 00         | Rapport |                          | | Zwemcentrum, Rotterdam Spectateurs : 0 Arbitrage : Adrian Alexandrescu Michiel Zwart | Zwemcentrum, Rotterdam Spectateurs : 0 Arbitrage : Adrian Alexandrescu Michiel Zwart |
| 14 h 00         | · Vukičević · Joković · Fatović · Vrlić · Vukičević · Joković · Fatović · Bukić · Vrlić · Vukičević · Joković · Fatović · Bukić · Vrlić | Tirs au but 14 - 13      | · Nagaev · Merkulov · Kharkov · Kholod · Shepelev · Nagaev · Merkulov · Kharkov · Kholod · Shepelev · Nagaev · Merkulov · Kharkov · Kholod · Shepelev | Zwemcentrum, Rotterdam Spectateurs : 0 Arbitrage : Adrian Alexandrescu Michiel Zwart | Zwemcentrum, Rotterdam Spectateurs : 0 Arbitrage : Adrian Alexandrescu Michiel Zwart |

### Finale
| 21 février 2021 | Monténégro | 10 - 9               | Grèce |                                                                                  |                                                                                  |
| 16 h 00         |            | (2-3, 3-3, 1-2, 4-1) |       | Zwemcentrum, Rotterdam Spectateurs : 0 Arbitrage : Sébastien Dervieux Frank Ohme | Zwemcentrum, Rotterdam Spectateurs : 0 Arbitrage : Sébastien Dervieux Frank Ohme |
| 16 h 00         | Rapport    |                      |       | Zwemcentrum, Rotterdam Spectateurs : 0 Arbitrage : Sébastien Dervieux Frank Ohme | Zwemcentrum, Rotterdam Spectateurs : 0 Arbitrage : Sébastien Dervieux Frank Ohme |

## Statistiques et récompenses

### Classements
| Rang               | Équipe     | J | V | N | D | Bp  | Bc | Diff | Pts |
| ------------------ | ---------- | - | - | - | - | --- | -- | ---- | --- |
| Médaille d'or      | Monténégro | 7 | 7 | 0 | 0 | 92  | 53 | +39  | 14  |
| Médaille d'argent  | Grèce      | 7 | 5 | 0 | 2 | 88  | 66 | +22  | 10  |
| Médaille de bronze | Croatie    | 8 | 6 | 0 | 2 | 141 | 90 | +51  | 12  |
| 4                  | Russie     | 8 | 5 | 1 | 2 | 115 | 96 | +19  | 11  |
| 5                  | Pays-Bas   | 8 | 6 | 1 | 1 | 71  | 59 | +12  | 13  |
| 6                  | France     | 8 | 4 | 2 | 2 | 84  | 68 | +16  | 10  |
| 7                  | Géorgie    | 8 | 2 | 2 | 4 | 74  | 84 | -10  | 6   |
| 8                  | Canada     | 8 | 1 | 1 | 6 | 76  | 72 | +4   | 3   |
| 9                  | Roumanie   | 5 | 1 | 1 | 3 | 40  | 49 | -9   | 3   |
| 10                 | Brésil     | 5 | 1 | 1 | 3 | 34  | 55 | -21  | 3   |
| 11                 | Allemagne  | 5 | 0 | 0 | 5 | 39  | 57 | -18  | 0   |
| DSQ                | Turquie    | 0 | 0 | 0 | 0 | 0   | 0  | 0    | 0   |